# Andrew Garfield
Andrew Russell Garfield (ur. 20 sierpnia 1983 w Los Angeles) – amerykańsko-brytyjski aktor teatralny, telewizyjny i filmowy, występował w takich produkcjach, jak: Ukryta strategia, Parnassus, The Social Network i Przełęcz ocalonych. Odtwórca Spider-Mana w filmach: Niesamowity Spider-Man (2012), Niesamowity Spider-Man 2 (2014) i Spider-Man: Bez drogi do domu (2021). Laureat Złotego Globu dla najlepszego aktora w filmie komediowym lub musicalu za rolę Jonathana Larsona w biograficznym dramacie muzycznym Tick, tick... Boom! (2021).

## Życiorys

### Wczesne lata
Urodził się w Los Angeles, w Kalifornii jako syn dekoratorów wnętrz - Lynn (z domu Hillman) i Richarda Garfielda. Wychował się w rodzinie należącej do klasy średniej. Jego matka pochodziła z Essex, a ojciec z Kalifornii. Rodzina przeniosła się do Anglii, gdy miał trzy lata. Jest obywatelem zarówno USA, jak i Wielkiej Brytanii. Jego ojciec pochodzi z rodziny żydowskiej, która przeprowadziła się do Anglii z Europy Wschodniej (Polska, Rosja i Rumunia).
Uczęszczał do Priory Preparatory School w Banstead i City of London Freemen's School w Ashtead. W 2004 ukończył londyńską Central School of Speech and Drama.

### Kariera
Garfield zaczął brać lekcje aktorstwa, gdy miał piętnaście lat. Przyłączył się do grupy małych warsztatów teatralnych młodzieży w Epsom i zaczął pracować przede wszystkim jako aktor teatralny. Później zdobył kilka prestiżowych nagród za swoją grę.

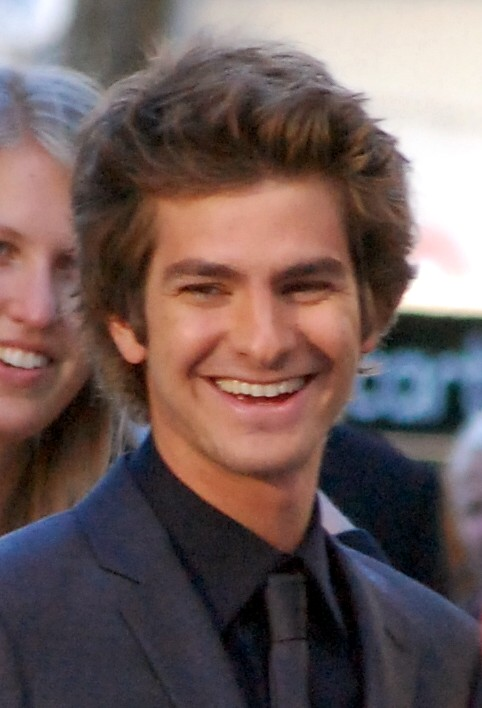
Andrew Garfield (2009)

Jego debiut na ekranie miał miejsce w 2005, kiedy to pojawił się jako Simmo w krótkometrażowej komedii Mumbo Jumbo. W dramacie Roberta Redforda Ukryta strategia (Lions for Lambs, 2007) zagrał u boku Roberta Redforda, Toma Cruise’a i Meryl Streep. W tym samym roku przypadła mu główna podwójna rola Jacka Burridge'a / Erica Wilsona w filmie Channel 4 Chłopiec A (Boy A). Za tę kreację otrzymał nagrodę BAFTA.
W 2008 wystąpił w dwóch odcinkach brytyjskiego serialu Doktor Who: „Dalekowie na Manhattanie” i „Ewolucja Daleków”. W 2009 pojawił się w obrazie Terry’ego Gilliama pod tytułem Parnassus. Zagrał też Eduarda Saverina w filmie Davida Finchera The Social Network; za tę rolę był nominowany m.in. do Złotego Globu, BAFTA w kategorii najlepszy aktor drugoplanowy i Satelity.
Zagrał tytułową rolę w filmach Niesamowity Spider-Man (2012) i jego sequelu z 2014. W 2016 premierę miały dwa filmy, w których zagrał główną rolę: Przełęcz ocalonych i Milczenie.
Od kwietnia do sierpnia 2017 w Royal National Theatre grał postać Priora Waltera w dwuczęściowym dramacie Tony’ego Kushnera Anioły w Ameryce z Nathanem Lane i Russellem Toveyem, za którą był nominowany do nagrody Laurence Olivier Award. W marcu 2018 powrócił do roli Priora, a za swój występ zdobył Tony Award.
W grudniu 2021 pojawił się w filmie Spider-Man: Bez drogi do domu jako Spider-Man z innego uniwersum. Za kreację Jonathana Larsona w biograficznym dramacie muzycznym Tick, tick... Boom! (2021) otrzymał nominację do Oscara i zdobył Złoty Glob.

## Filmografia

### Filmy fabularne
- 2005: Mumbo Jumbo jako Simmo (krótkometrażowy)
- 2007: Chłopiec A (Boy A) jako Jack Burridge
- 2007: Ukryta strategia (Lions for Lambs) jako Todd Hayes
- 2008: Kochanice króla (The Other Boleyn Girl) jako Francis Weston
- 2009: Parnassus: Człowiek, który oszukał diabła (Imaginarium of Doctor Parnassus) jako Anton
- 2009: Air jako Tom (krótkometrażowy)
- 2010: I'm Here jako Sheldon (krótkometrażowy)
- 2010: Nie opuszczaj mnie (Never Let Me Go) jako Tommy D
- 2010: The Social Network jako Eduardo Saverin
- 2012: Niesamowity Spider-Man (The Amazing Spider-Man) jako Peter Parker / Spider-Man
- 2014: Niesamowity Spider-Man 2 (he Amazing Spider-Man 2) jako Peter Parker / Spider-Man
- 2014: 99 Homes jako Dennis Nash
- 2016: Przełęcz ocalonych (Hacksaw Ridge) jako Desmond Doss
- 2016: Milczenie (Silence) jako ks. Sebastião Rodrigues / Okada San'emon
- 2017: Pełnia życia (Breathe) jako Robin Cavendish
- 2018: Tajemnice Silver Lake (Under the Silver Lake) jako Sam
- 2020: Król internetu (Mainstream) jako Link[14]
- 2021: Oczy Tammy Faye (The Eyes of Tammy Faye) jako Jim Bakker
- 2021: Tick, Tick... Boom! jako Jonathan Larson
- 2021: Spider-Man: Bez drogi do domu (Spider-Man No Way Home) jako Peter Parker / Spider-Man[3] (z innego uniwersum)

### Seriale TV
- 2005: Sugar Rush jako Tom
- 2005: Swinging (różne role)
- 2006: Potęga sztuki (Simon Schama's Power of Art) jako chłopak z owocami
- 2007: Trial & Retribution jako Martin Douglas
- 2007: Doktor Who (Doctor Who) jako Frank
- 2009: Freezing jako Kit
- 2009: Wilcze prawo (Red Riding) jako Eddie Dunford
- 2011: Saturday Night Live w roli samego siebie
- 2014: Saturday Night Live w roli samego siebie
- 2019: RuPaul’s Drag Race UK jako on sam
- 2022: Pod sztandarem nieba (Under the Banner of Heaven) jako detektyw Jeb Pyre